# Wagga Wagga
Wagga Wagga – miasto w Australii, w stanie Nowa Południowa Walia, nad rzeką Murrumbidgee (dopływ Murray). Około 47 tys. mieszkańców.
W mieście rozwinął się przemysł mleczarski, mięsny, młynarski, drzewny, metalowy oraz materiałów budowlanych.